# Serafin (Szamszew)
Serafin, imię świeckie Siergiej Pawłowicz Szamszew, rzadziej Szamszyn (ur. 24 grudnia 1896?/5 stycznia 1897 w Petersburgu, zm. 17 września 1937 w Tomsku) – rosyjski biskup prawosławny.

## Życiorys
Pochodził z rodziny szlacheckiej. W 1917 ukończył w Petersburgu szkołę realną. W czasie wojny domowej w Rosji, w 1919, został zmobilizowany do sił Białych pod dowództwem gen. Millera. Rok później, aresztowany przez bolszewików, został skazany na sześciomiesięczną zsyłkę do Archangielska. Następnie w trybie administracyjnym otrzymał nakaz zamieszkania w Kazaniu. Tam złożył wieczyste śluby mnisze i od 1923 żył w monasterze św. Jana Chrzciciela. Hierodiakonem został 3 stycznia 1922, zaś hieromnichem – rok później. Jeszcze w tym samym roku został aresztowany pod zarzutem prowadzenia działalności kontrrewolucyjnej i skazany na trzy lata zesłania do obozu w dawnym Monasterze Sołowieckim. Odbył całą karę, po czym został zesłany na Ural na kolejne trzy lata. Żył we wsi Wikułowo w obwodzie uralskim i pozostał w niej także po zakończeniu zsyłki, pracując w gospodarstwie wiejskim. W 1931 przeprowadził się do Ust'-Łamienki i podjął służbę kapłańską.
Po miesiącu od przybycia do Ust'-Łamienki hieromnich Serafin został oskarżony o zabójstwo dziecka. Zmarło ono dwie godziny po udzieleniu mu sakramentu chrztu, wskutek choroby. Skazany na 10 lat pozbawienia wolności, wyszedł z więzienia po kilku miesiącach na skutek kasacji wyroku. Wyjechał do Moskwy, po czym na polecenie Synodu Kościoła udał się do Tarusy i tam do 1936 prowadził parafię. Przed 1936 otrzymał godność archimandryty.
16 marca 1936 przyjął w soborze Objawienia Pańskiego chirotonię biskupią, po czym objął katedrę czycką. W charakterze konsekratorów w obrzędzie wzięli udział metropolita moskiewski i kołomieński Sergiusz, arcybiskup rżewski Aleksander, biskup dmitrowski Jan oraz sierpuchowski Aleksy. Po przyjęciu święceń biskupich Serafin (Szamszew) udał się do Czyty, jednak jako wcześniej karany nie uzyskał wymaganego meldunku i w rezultacie osiedlił się w Tomsku, poza granicami swojej eparchii. Metropolita Sergiusz mianował go wówczas biskupem tomskim. Służył początkowo w cerkwi Zmartwychwstania Pańskiego, a po jej zamknięciu – w cerkwi Trójcy Świętej w Tomsku.
Aresztowany niecały rok po przybyciu do Tomska, 21 sierpnia 1937, został oskarżony o członkostwo w cerkiewnej organizacji kontrrewolucyjnej, zachęcanie osób o antyradzieckich poglądach do aktywnej walki z komunizmem i wyrabianie u nich postaw kontrrewolucyjnych. Skazany na śmierć przez rozstrzelanie, został stracony w następnym miesiącu. W 1960 całkowicie zrehabilitowany.